# PFL 3 (säsong 2019)
PFL 3, den tredje MMA-galan i 2019 års säsong av Professional Fighters League gick av stapeln 6 juni 2019 på Nassau Coliseum i Uniondale, NY. Den innehöll matcher i viktklasserna lätt tungvikt och tungvikt.

## Invägning
Ronny Markes vägde 96,1 kg (211,8 lb) vid invägningen. 2,7 kg (5,8 lb) över viktgränsen. Det beslutades att matchen skulle gå ändå men Markes hade redan förlorat de ligapoäng som stod på spel. De 3 poängen hade redan gått till hans motståndare Sigi Pesaleli.

## Ligan efter evenemanget
Poängsystemet är baserat på vinstpoäng med avslutsbonusar. Tre poäng går till vinnaren och noll poäng till förloraren i det vanliga vinstpoängsystemet. Blir matchen oavgjord får båda atleterna en poäng vardera. Avslutsbonusarna är tre bonuspoäng för avslut i första ronden. Två poäng för avslut i andra ronden, och en poäng för avslut i tredje ronden. Exempelvis får en atlet som vinner i första ronden totalt sex poäng. Missar en atlet vikten förlorar denne och motståndaren vinner tre poäng via WO.

### Lätt tungvikt
| Atlet                | Vinster | Oavgjorda | Förlorade | 1 | 2 | 3 | Total Poäng |
| -------------------- | ------- | --------- | --------- | - | - | - | ----------- |
| ♛ Bazigit Atajev     | 1       | 0         | 0         | 1 | 0 | 0 | 6           |
| ♛ Emiliano Sordi     | 1       | 0         | 0         | 0 | 1 | 0 | 5           |
| ♛ Rasjid Jusupov     | 1       | 0         | 1         | 1 | 0 | 0 | 3           |
| ♛ Maxim Grishin      | 1       | 0         | 0         | 0 | 0 | 0 | 3           |
| ♛ Viktor Nemkov      | 1       | 0         | 0         | 0 | 0 | 0 | 3           |
| ♛ Sigi Pesaleli      | 1       | 0         | 0         | 0 | 0 | 0 | 3           |
| ♛ Jordan Johnson     | 0       | 0         | 1         | 0 | 0 | 0 | 0           |
| ♛ Rakim Cleveland    | 0       | 0         | 1         | 0 | 0 | 0 | 0           |
| U Michail Mochnatkin | 0       | 0         | 1         | 0 | 0 | 0 | 0           |
| U Vinny Magalhães    | 0       | 0         | 1         | 0 | 0 | 0 | 0           |
| U Dan Spohn          | 0       | 0         | 1         | 0 | 0 | 0 | 0           |
| U Ronny Markes       | 0       | 0         | 0         | 0 | 0 | 0 | 0           |

### Tungvikt
| Atlet               | Vinster | Oavgjorda | Förlorade | 1 | 2 | 3 | Total Poäng |
| ------------------- | ------- | --------- | --------- | - | - | - | ----------- |
| ♛ Denis Goltsov     | 1       | 0         | 0         | 1 | 0 | 0 | 6           |
| ♛ Kelvin Tiller     | 1       | 0         | 0         | 1 | 0 | 0 | 6           |
| ♛ Ante Delija       | 1       | 0         | 0         | 0 | 0 | 0 | 3           |
| ♛ Ali Isajev        | 1       | 0         | 0         | 0 | 0 | 0 | 3           |
| ♛ Francimar Barroso | 1       | 0         | 0         | 0 | 0 | 0 | 3           |
| ♛ Satoshi Ishii     | 1       | 0         | 0         | 0 | 0 | 0 | 3           |
| ♛ Alex Nicholson    | 0       | 0         | 1         | 0 | 0 | 0 | 0           |
| ♛ Zeke Tuinei-Wily  | 0       | 0         | 1         | 0 | 0 | 0 | 0           |
| U Valdrin Istrefi   | 0       | 0         | 1         | 0 | 0 | 0 | 0           |
| U Carl Seumanutafa  | 0       | 0         | 1         | 0 | 0 | 0 | 0           |
| U Muhammed Dereese  | 0       | 0         | 1         | 0 | 0 | 0 | 0           |
| U Jared Rosholt     | 0       | 0         | 1         | 0 | 0 | 0 | 0           |

♛ = Gick vidare ---
U = Utslagen